# إدي فلويد
إدي فلويد (بالإنجليزية: Eddie Floyd) هو كاتب أغاني ومغني أمريكي، ولد في 25 يونيو 1937 في مونتغومري في الولايات المتحدة.

## وصلات خارجية
- الموقع الرسمي
- إدي فلويد على موقع IMDb (الإنجليزية)
- إدي فلويد على موقع ميوزك برينز (الإنجليزية)
- إدي فلويد على موقع إن إن دي بي (الإنجليزية)
- إدي فلويد على موقع أول ميوزيك (الإنجليزية)
- إدي فلويد على موقع ديسكوغز (الإنجليزية)